# Koji bend?
Koji bend? je hrvatski glazbeni sastav iz Splita i Knina. Koji bend? je " open concept glazbeno-"  umjetnički kolektiv aktivan na polju hip hop glazbe, filma, performansa i konceptualnog kontinuiteta"
Stručni sudci su ih izabrali za sudjelovanje na festivalu autorskih sastava St@artu 2020. godine, koji je otkazan.
Objavili su studijske albume Isusium (prvi i posljednji singl s albuma je I nie sta). DA koncept. S albuma su skinuli dosad (19. kolovoza 2020.) tri singla. Prvi singl je Rupa, objavljen 6. veljače 2020. i dr.
Snimili su spotove za skladbe Rijeka snimana na plažici blizu izvora Jadra (redatelj Julio Juraga, montaža Toni Wagner, mix Jakov Salečić, master Stjepan Hrvoje Horvat čija je promocija bila 13. kolovoza 2020.), Pustolovina čiji je spot (mix Jakov Salečić, master Stjepan Hrvoje Horvat, video Toni Wagner, ilustracija Stardust; tekst Kroki i Knjigga) predstavljen 7. srpnja 2020. i Anomalija (režija, fotografija i montaža Jure Knezović, produkcija DJ SYLVESTER.) i dr.

## Diskografija
- Isusium
- DA koncept

## Vanjske poveznice
- Facebook
- YouTube
- Instagram